# Lady Macbeth
Lady Macbeth es un personaje ficticio de la obra teatral Macbeth de William Shakespeare (entre 1603 y 1607), la esposa del protagonista de la historia, Lord Macbeth, un noble escocés. Tras incitarle a que cometa regicidio, se convierte en reina de Escocia, pero después se siente culpable por su responsabilidad en el crimen. Muere fuera de escena en el último acto, en lo que parece un suicidio.
Algunos genealogistas afirman que Lady Macbeth y la esposa del rey Duncan eran hermanas o primas, y esta última tendría más derechos sobre el trono que Lady Macbeth. Esto es lo que instiga sus celos y su odio hacia Duncan. 
El origen del personaje se encuentra en el relato sobre los reyes Duff y Duncan de las Crónicas de Holinshed, una historia tradicional de Gran Bretaña escrita en 1587 con la que Shakespeare estaba familiarizado. El personaje teatral parece una combinación de otros dos personajes de la obra de Holinshed: la insistente y asesina esposa de Donwal en el relato del rey Duff y Gruoch de Escocia, la ambiciosa esposa de Macbeth en el relato del rey Duncan.
Lady Macbeth es una poderosa presencia en la obra, sobre todo en los dos primeros actos. No obstante, tras la muerte del rey Duncan, disminuye su papel en el argumento. Se convierte en simple espectadora de la conspiración de Macbeth, y en la nerviosa anfitriona de un banquete dominado por las alucinaciones de su marido. La escena en la que camina sonámbula durante el quinto acto es un punto de inflexión en la trama, y su frase «¡Fuera, maldita mancha!» es un clásico entre los admiradores de Shakespeare.
Los analistas ven en el personaje de Lady Macbeth el conflicto entre feminidad y masculinidad, tal como están impresas en las normas culturales. Lady Macbeth reprime sus instintos de compasión, maternidad y fragilidad —asociados con la feminidad— en favor de la ambición, la dureza y una resuelta persecución del poder. Este conflicto tiñe todo el drama y arroja luz sobre los prejuicios de género desde la Inglaterra de Shakespeare hasta nuestros días. 
Este atractivo papel ha sido representado por actrices notables a lo largo de su historia, entre ellas Sarah Siddons, Ellen Terry, Jeanette Nolan, Vivien Leigh, Simone Signoret, Vivien Merchant, Glenda Jackson, Francesca Annis, Judith Anderson, Judi Dench, Renée O'Connor, Keeley Hawes, Alex Kingston, Angela Bassett, Marion Cotillard y Frances McDormand.

## Origen
El personaje de lady Macbeth parece compuesto de dos personajes históricos descritos en el relato del rey Duff y el relato del rey Duncan, ambos pertenecientes a las crónicas de Holinshed. En el primero de estos relatos, el rey Duff ordena la muerte de los parientes de Donwald, uno de sus capitanes. Donwald considera entonces cometer regicidio «según los planes de su esposa» que «le mostró los medios con los que podría lograrlo rápidamente». Donwald aborrece tal acto, pero persevera ante la insistencia de su esposa. Tras hartar de comida y bebida a los sirvientes del rey, la pareja espera a que se duerman y dejan entrar a sus aliados en la habitación del monarca, donde comenten el regicidio. La muerte de Duff está motivada por la venganza más que por la ambición. 
En el relato del rey Duncan, lady Macbeth aparece en una sola frase:

«También las palabras de las tres brujas (de quien ya hemos sabido antes) le alentaron en gran medida a hacerlo; pero sobre todo su esposa le amargó para que lo intentara, pues era muy ambiciosa,  y le ahogaba un insaciable deseo de llevar el nombre de una reina».

En Holinshed no se encuentra la invocación a los «espíritus que agitáis los pensamientos de muerte», la escena del sonambulismo ni numerosos detalles sobre la muerte de Macbeth que aparecen en la obra teatral.
Aunque la esposa de Macbeth puede rastrearse hasta su equivalente real, la reina Gruoch de Escocia, la relación de esta reina con el personaje ficticio de Shakespeare es tan tenue que los vínculos son prácticamente inexistentes.

## Papel en la obra de teatro

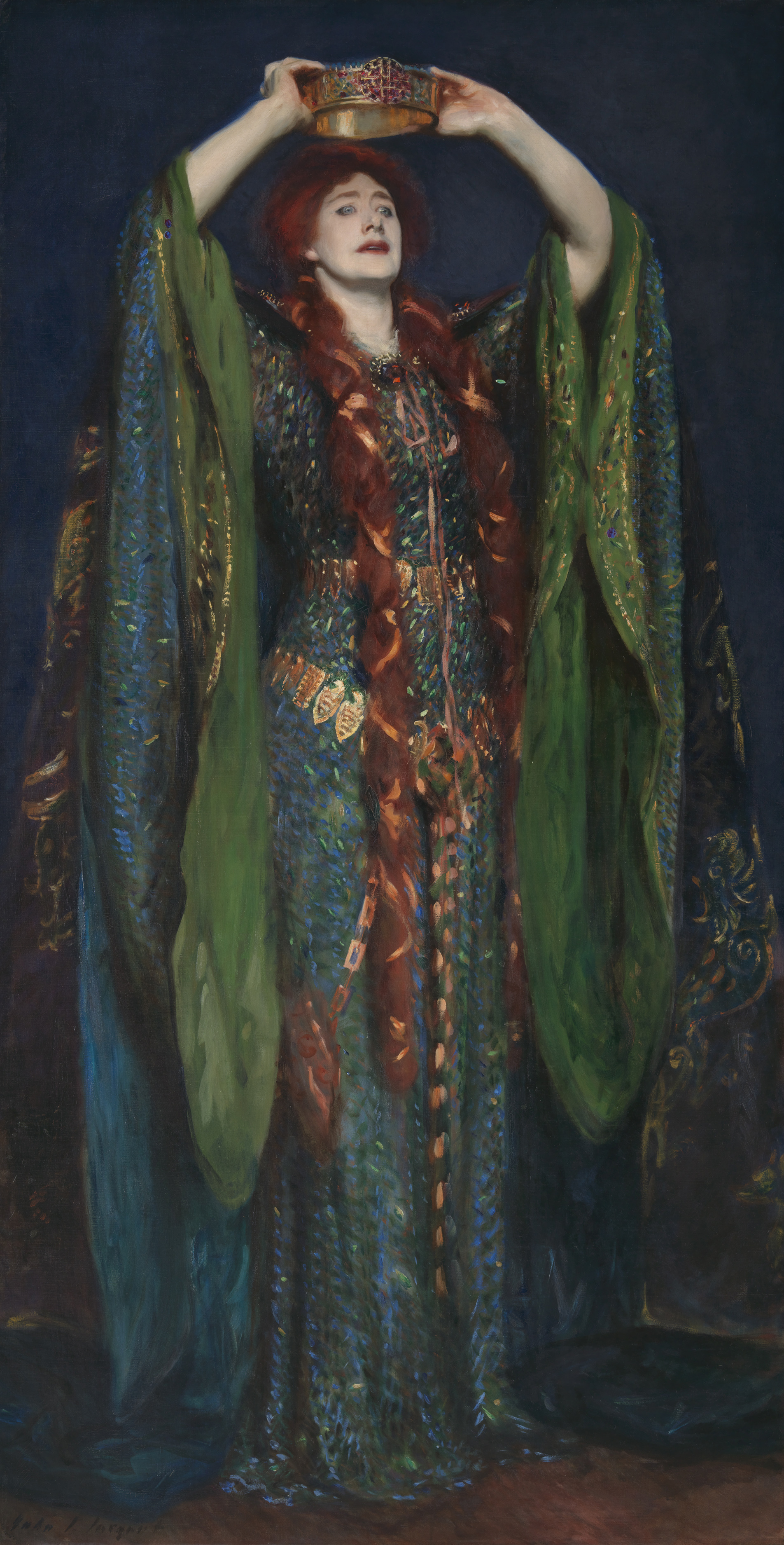
Ellen Terry como lady Macbeth por John Singer Sargent, 1889

Lady Macbeth hace su primera aparición al final de la escena V del acto primero, leyendo en una carta de su marido que las tres brujas han profetizado su futuro como rey. Cuando el rey Duncan se aloja en su casa, lady Macbeth aprovecha la oportunidad para perpetrar su asesinato. Consciente de que el temperamento de su esposo está «demasiado lleno de la leche de la bondad humana» para cometer un regicidio, trama los detalles del crimen. Después, rebatiendo los argumentos de su marido y recordándole que el primero en mencionar ese asunto fue él mismo, desprecia su valor y su hombría, consiguiendo convencerle para que siga sus designios. 
Cuando el rey se retira tras una velada de fiesta, Lady Macbeth narcotiza a sus sirvientes. Macbeth mata al rey mientras duerme, y Lady Macbeth deja la daga junto a los sirvientes inconscientes y los rocía de sangre. Después, la pareja se retira para lavarse las manos.
Tras la muerte del rey Duncan, el papel de lady Macbeth se reduce. Cuando los hijos de Duncan huyen del país por miedo a perder también la vida, Macbeth es coronado rey. Sin consultar a la reina, Macbeth urde otros asesinatos para asegurarse el trono, y en un banquete, la reina se ve forzada a despedir a sus invitados cuando Macbeth comienza a sufrir alucinaciones. En su última aparición, lady Macbeth camina sonámbula, presa de un profundo tormento. Muere fuera de escena, y se sugiere que se ha suicidado cuando Malcom, hijo mayor del asesinado rey Duncan y heredero del trono, declara que murió «según se cree, por propias y violentas manos».
En el First Folio, la única fuente conocida de la obra teatral, no se menciona al personaje como «lady Macbeth», sino que se habla de ella como «la esposa de Macbeth», la «señora de Macbeth» o simplemente «lady».:)

## Escena del sonambulismo

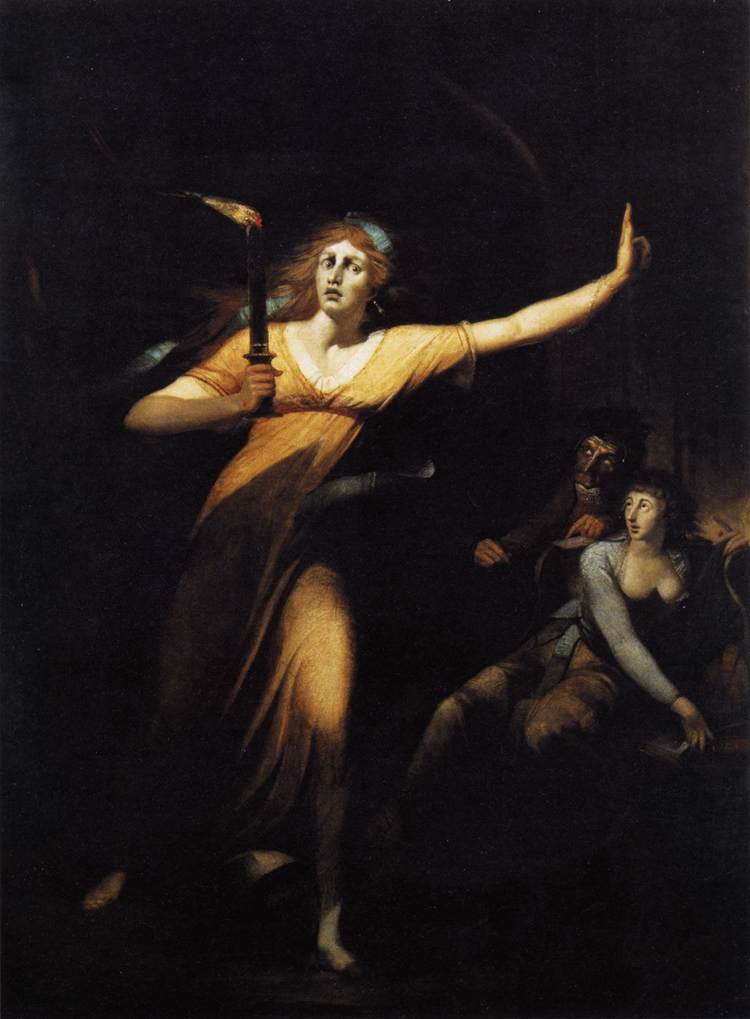
Lady Macbeth sonámbula por Johann Heinrich Füssli, finales del (Museo del Louvre)

La escena del sonambulismo es una de las más célebres de esta obra teatral y de todas las obras de Shakespeare. No corresponde a ningún hecho recogido en la fuente histórica en la que se basó el autor, las Crónicas de Holinshed, sino que se trata de una invención del poeta.
A.C. Bradley señala que a excepción de las líneas finales, la escena está escrita completamente en prosa, siendo lady Macbeth el único personaje importante de una tragedia de Shakespeare al que en su última aparición «se le niega la dignidad de un verso». Según este estudioso, Shakespeare suele escribir en prosa los diálogos de los personajes que muestran estados mentales alterados o condiciones anómalas, como el sonambulismo, ya que el ritmo regular de los versos se considera inapropiado en personajes que han perdido el equilibrio mental o están sujetos a imágenes o impresiones carentes de conexión racional. Los recuerdos de lady Macbeth ─la sangre en sus manos, el sonido del reloj, la reticencia de su esposo─ surgen de su desorden mental de forma aleatoria con cada imagen, ahondando en su angustia. Para Bradley, «la única voz de la verdad parecen ser frases átonas y breves», y la sobria y simple construcción del personaje expresa una «desoladora tristeza».
La manía compulsiva de lady Macbeth por lavarse las manos recuerda a las compulsiones que tienen algunos pacientes de trastorno obsesivo-compulsivo, al sentir que la suciedad (en este caso la sangre del Rey) no se quita con nada.

## Análisis del personaje

### Lady Macbeth como antítesis de la madre
En su artículo Fantasicing Infanticide: Lady Macbeth and the Murdering Mother in Early Modern England («Fantaseando con el infanticidio: Lady Macbeth y la madre asesina en la Inglaterra moderna»), Stephanie Chamberlain argumenta que aunque lady Macbeth quiere poder, su poder está «condicionado por la maternidad», lo que representa una «situación conflictiva al principio de la era moderna en Inglaterra». Chamberlain afirma que las imágenes negativas de lady Macbeth como figura materna, como cuando discute su capacidad para «estrellar la cabeza del bebé que bebe de su pecho», refleja la controversia sobre la imagen de la maternidad en la Inglaterra moderna, en la que a menudo se acusaba a las madres de hacer daño a las personas que caían en sus manos. Por tanto, lady Macbeth simboliza a todas las madres de la época condenadas por la fantasía infanticida del personaje. Según Chamberlain, la fantasía de lady Macbeth no es su esfuerzo por parecer un hombre, sino su lucha contra la condena de ser una mala madre, común durante la época.

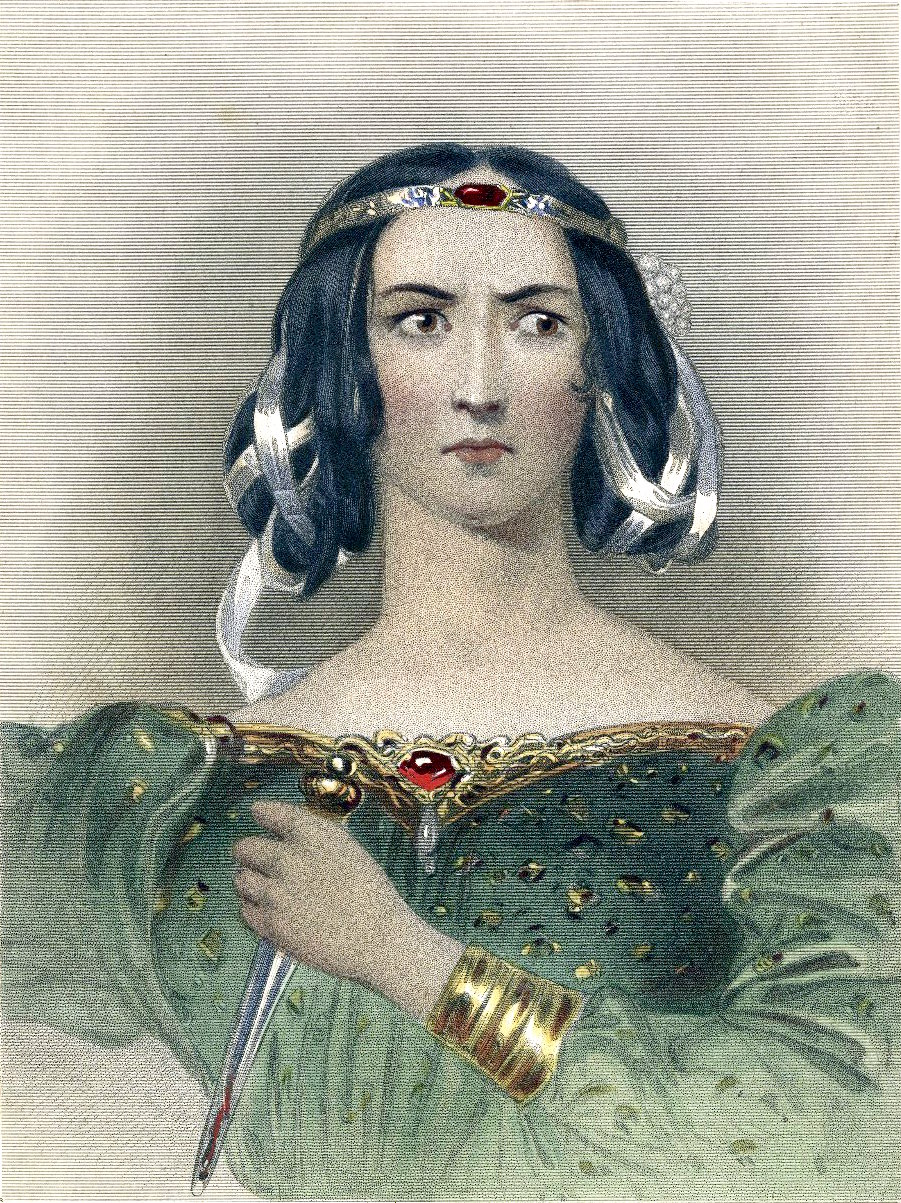
Lady Macbeth, grabado del libro Characteristics of Women, análisis de las heroínas de Shakespeare por Anna Jameson (1832)

En el artículo A Strange Infirmity: Lady Macbeth’s Amenorrhea («Una extraña enfermedad: La amenorrea de lady Macbeth») de Jenijoy La Belle, lady Macbeth no pretende solo apartarse de la feminidad, sino que pide a los espíritus que eliminen las características biológicas básicas de la mujer. El rasgo biológico en el que se centra La Belle es la menstruación. La Belle argumenta que cuando lady Macbeth pide convertirse en asexuada y grita a los espíritus «Espesad mi sangre, cerrad en mí el acceso y el paso al remordimiento»,  está rogando que se acabe su ciclo menstrual. Al dejar de menstruar, espera eliminar cualquier sentimiento de sensibilidad y desvelo que se asocie con las mujeres. Quiere parecer un hombre para acabar con cualquier remordimiento por el regicidio. La Belle apoya su argumento relacionando el fin de su ciclo menstrual con los persistentes motivos infanticidas de la obra teatral. Da el ejemplo del «bebé estrangulado» cuyo dedo tiran las brujas al caldero, los hijos de Macduff que «con bárbara fiereza asesinaron» y el bebé de «boca tierna» a quien «estrellaría su frente contra una piedra». para alegar que lady Macbeth representa la antimadre por antonomasia: no solo le rompería la cabeza a un bebé, sino que iría aún más allá, hasta deshacerse completamente de sus medios de procreación.

### Lady Macbeth como bruja
Algunos historiadores y críticos literarios argumentan que lady Macbeth no solo representa una figura antimaterna en general, sino que también encarna un tipo específico: la bruja. Joanna Levin define bruja como una mujer que sucumbe a la fuerza satánica, a un deseo por el demonio, y que, ya sea por esa razón o por el anhelo de obtener poderes sobrenaturales, invoca a espíritus malvados. El médico inglés Edward Jorden publicó en 1603 Briefe Discourse of a Disease Called the Suffocation of the Mother («Breve discurso sobre la enfermedad llamada asfixia de la madre»), donde especula que esta fuerza deriva literalmente de los órganos sexuales de la mujer. Puesto que nadie había publicado ningún otro estudio sobre la inclinación de las mujeres, en especial las madres, a convertirse en brujas o en embrujadas (es decir, de sufrir una posesión demoníaca), las conclusiones de Jorden ayudaron a crear el punto de vista —popularizado durante el Renacimiento— sobre la relación entre mujeres y brujería. Levin refiere al libro Lewd Women and Wicked Witches: A Study of Male Domination («Mujeres lascivas y brujas malvadas: Estudio de la dominación masculina»), en el que Marianne Hester articula una interpretación feminista de la bruja como mujer empoderada. Levin resume lo que defienden historiadores feministas como Hester: la bruja debe ser una figura celebrada por su inconformismo, su desafío a la sociedad establecida y su sentimiento de fuerza. Las brujas se enfrentaron a la jerarquía y la autoridad patriarcales, «amenazando los sistemas hegemónicos sobre sexo/género». Esta opinión asocia la brujería —y por extensión, a lady Macbeth— con el heroísmo, y no con la villanía y la maldad.
Jenijoy La Belle evalúa la sexualidad y feminidad de lady Macbeth según su relación con la maternidad y con la brujería. El hecho de que conjure espíritus la asemeja a una bruja, y el propio acto establece una similitud en la forma en que tanto lady Macbeth como las tres brujas de la obra utilizan «los metafóricos poderes del lenguaje para conjurar poderes espirituales, que a su vez influirán en sucesos físicos —la marcha del país, el funcionamiento del cuerpo de la mujer». Como las brujas, lady Macbeth se esfuerza por convertirse en un instrumento que traiga consigo el futuro. Se revela como una inconformista fuerte y desafiante, una amenaza explícita al sistema patriarcal de gobierno al cuestionar la hombría de Macbeth para inducirle a asesinar al rey Duncan. A pesar de llamarlo cobarde, Macbeth sigue reticente hasta que su esposa le pregunta: «¿Qué clase de bestia te hizo confesarme tus propósitos? Cuando te arriesgaste a eso, fuiste un hombre; tu hombría sería mucho mayor si todavía hicieras más». De esta forma, lady Macbeth impone una concepción masculina del poder, aun después de haber expresado su deseo de dejar de tener sexo o de ser mujer. Las tres brujas también se presentan como figuras andróginas, con barba (lo que también puede asociarse con la amenorrea de lady Macbeth). Las brujas se percibían como un tipo antimaternal extremo, consideradas capaces incluso de cocinar y devorar a sus propios hijos. Aunque lady Macbeth puede no expresar violencia hacia su hijo de una forma tan grotesca, no hay duda de que expresa brutalidad cuando habla de estrellar la cabeza del bebé

## Intérpretes

### En el teatro
A mediados del siglo XVIII Hannah Pritchard encarnó a lady Macbeth junto con David Garrick, y en palabras de Thomas Davies, su personaje fue «incapaz de mostrar remordimiento e inflexiblemente inclinado a la crueldad».

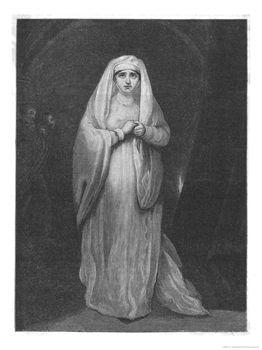
Sarah Siddons como la sonámbula lady Macbeth

En 1974, Sarah Siddons representó el papel de lady Macbeth en el teatro Drury Lane, ofreciendo un intrincado retrato psicológico en la tradición de Hannah Pritchard, y recibió muy buenas críticas por su escena del sonambulismo.

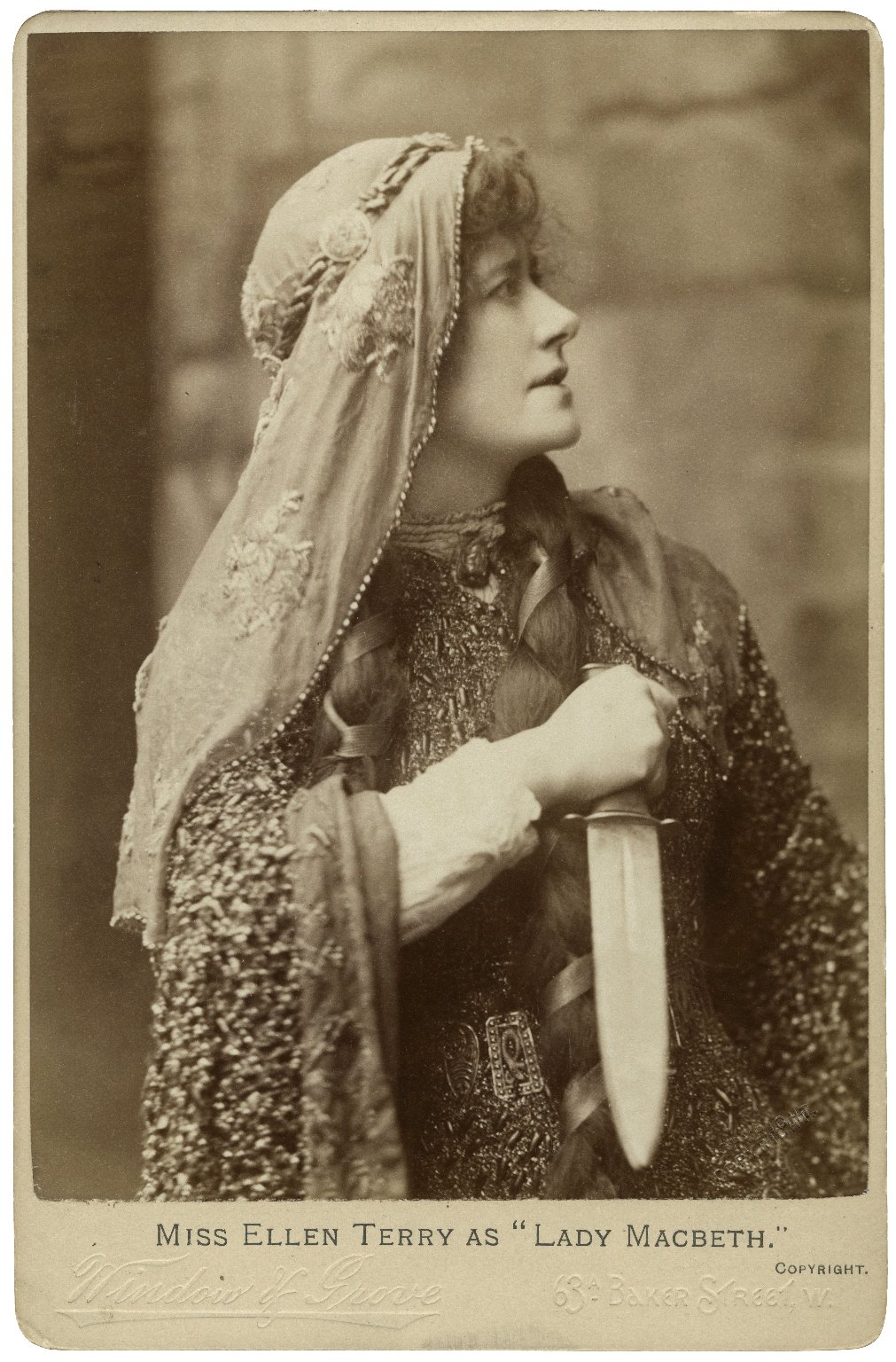
fotografía de Ellen Terry como lady Macbeth en una producción de 1888

En 1884, Sarah Bernhardt interpretó la escena del sonambulismo descalza y enfundada en un ceñido camisón en el teatro Gaiety, y en 1888, un crítico señaló que Ellen Terry encarnaba la «tormentosa mujer dominante del siglo XI equipada con la sutileza emocional caprichosa del siglo XIX».
En 1955, Vivien Leigh interpretó a lady Macbeth junto a Laurence Olivier en el Royal Shakespeare Theatre de Stratford-upon-Avon. En 1977, Ian McKellen y Judi Dench interpretaron a la infame pareja en el teatro The Other Place de Stratford dirigidos por Trevor Nunn. Otras notables intérpretes de lady Macbeth del siglo XX han sido Judith Anderson, Simone Signoret, Vivien Merchant, Jane Lapotaire, Helen Mirren y Janet Suzman.
Alex Kingston encarnó a lady Macbeth junto a Kenneth Branagh en la adaptación de Rob Ashford, en el Festival de Mánchester en 2013 y en Nueva York en 2014.

### En el cine
Jeanette Nolan interpretó el personaje en la película Macbeth de 1948 dirigida por Orson Welles.
En 1971, Roman Polanski dirigió a Francesca Annis en el papel de lady Macbeth en una adaptación de la obra de Shakespeare para la gran pantalla. El realizador se hallaba sumido en una fuerte depresión tras el asesinato de su esposa, y quizás es esa la razón por la que esta versión es especialmente oscura y violenta.
Marion Cotillard interpretó el personaje junto a Michael Fassbender en la película de 2015 dirigida por Justin Kurzel.
Frances McDormand coprotagonizó una nueva versión en la película de 2021 a las órdenes de su marido, Joel Coen, y junto a Denzel Washington. Tanto su Lady Macbeth como la película, en su conjunto, lograron alabanzas unánimes.